# Guglielmo Giaquinta
Guglielmo Giaquinta (Noto, 25 giugno 1914 – Roma, 15 giugno 1994) è stato un vescovo cattolico e teologo italiano.
È stato vescovo di Tivoli e fondatore della Famiglia Apostolica Pro Sanctitate. La Chiesa cattolica gli riconosce il titolo di servo di Dio in quanto il 12 febbraio 2021 si è conclusa la fase diocesana della causa di beatificazione, che è passata all'esame della Congregazione per le cause dei santi.
.

## Biografia
Nato a Noto nel giugno del 1914, è ordinato sacerdote il 18 marzo 1939. A Roma compie gli studi e presta il suo ministero sacerdotale. Qui il suo ministero lo porta ad approfondire in modo particolare il tema teologico della riscoperta della chiamata universale alla santità come vocazione fondamentale dell'uomo, che sarà poi affermata dal Concilio Vaticano II.
Nasce attorno a lui un piccolo gruppo di consacrate laiche, le Oblate Apostoliche , e il Movimento Pro Sanctitate . Impegnato nel Vicariato di Roma, comincia una intensa attività di ricerca teologica e di cura pastorale. Il 1º novembre 1968 è ordinato vescovo e svolge il suo ministero di pastore nella diocesi di Tivoli, dapprima come amministratore apostolico (con il titolo di Carini) e poi, dal 1974, come vescovo ordinario; lasciò la diocesi per motivi di salute nel 1987.
Da allora si dedica completamente alla famiglia apostolica da lui fondata, la Pro Sanctitate, in cui si articolano diversi organismi coordinati dal messaggio-progetto del Massimalismo Apostolico: la Corrente del Cenacolo e l'Istituto secolare dei Sacerdoti Apostolici Sodales, l'Istituto secolare delle Oblate Apostoliche e il Movimento Pro Sanctitate (sacerdoti, consacrate, famiglie, giovani, monasteri... impegnati nella evangelizzazione della santificazione universale), gli Animatori Sociali (laici impegnati nell'animazione sociale), l'Organizzazione Fraternità Sociale (impegnata nella creazione di strutture sociali fraterne e nella creazione di una rete di fraternità).
Muore il 15 giugno 1994. Il 17 marzo 2004 il cardinale Camillo Ruini firma l'editto in vista dell'apertura della fase diocesana della causa di beatificazione.

## Vocazione universale alla santità e alla fraternità - il massimalismo apostolico
La spiritualità giaquintiana si fonda sulla convinzione della "universale chiamata alla santità". La santità, in Giaquinta, è intesa come risposta "massima" (da dove deriva il termine "massimalismo") della creatura umana all'amore di Dio. Questa risposta è sentita come un bisogno e un dovere filiale originato dal battesimo, nonché come desiderio e anelito della propria anima. Da questo deriva anche che ogni uomo, sia esso sacerdote, religioso o laico, è chiamato ad essere santo e per questo la chiamata viene definita "universale". Inoltre la santità è una missione e una scelta di vita da proporre a tutti, come coronamento della fede cristiana: da qui la qualificazione del mandato "apostolico" e la fondazione di realtà ecclesiali che hanno identificato nella chiamata alla santità e alla fraternità il contenuto essenziale del loro annuncio e il fondamento della loro esistenza.

## Causa di beatificazione
Di seguito l'editto della causa di beatificazione:
Uomo di Dio, dotato di grande ingegno e di iniziative eccezionali, di carattere forte e dalla volontà tenace, nella piena fedeltà al carisma sacerdotale, sempre obbediente alla Chiesa e al Sommo Pontefice, il Servo di Dio seppe infondere nei fedeli e negli appartenenti alle varie organizzazioni della “Pro Sanctitate”, da lui fondata, la sete divina, il desiderio cioè da parte di Dio di raggiungere ogni creatura con il suo amore e la sua salvezza; intuendo, nella contemplazione e nella riflessione teologica, e divulgando che nella chiamata alla santità consiste la vocazione fondamentale dell'uomo.
omissis
Dato in Roma, dalla Sede del Vicariato, il 17 marzo 2004.»
(CAMILLO Card. RUINI Vic. Gen.)

## Scritti
- Alle sorgenti della spiritualità sacerdotale, a cura di G. Giaquinta, Roma 1966.
- Costruttori di un mondo nuovo, Roma 1972.
- Cristo ieri, oggi e sempre, Edizioni Pro Sanctitate, Roma 2001.
- Eccomi, Edizioni Pro Sanctitate, Roma 2001.
- Fraternità, Roma 1973
- Gesù, Edizioni Pro Sanctitate, Roma 2004.
- I fondamenti spirituali dell'Organizzazione «Pro Sanctitate», Libreria Editrice Fiorentina, S. Domenico di Fiesole (Fi) 1963.
- Il cenacolo, Edizioni Pro Sanctitate, Roma 2009 (terza edizione).
- Il volto del Padre, Edizioni Pro Sanctitate, Roma 1999.
- L'alleanza, Edizioni Pro Sanctitate, Roma 1994.
- L'amore è rivoluzione, Edizioni Pro Sanctitate, Roma 1973.
- La carità ci spinge, Edizioni Pro Sanctitate, Roma 1980.
- La chiamata, Edizioni Pro Sanctitate, Roma 1978.
- La Chiesa, Edizioni Pro Sanctitate, Roma 2003.
- L'esperienza, Edizioni Pro Sanctitate, Roma 1980.
- La fedeltà, Edizioni Pro Sanctitate, Roma 1987.
- La pietra, Edizioni Pro Sanctitate, Roma 1980.
- La preghiera, Edizioni Pro Sanctitate, Roma 2006.
- La rivolta dei samaritani. Oltre la giustizia alla ricerca della fraternità nuova dimensione sociale, Roma 1977.
- La Rivoluzione dell'amore, Edizioni Pro Sanctitate, Roma 1971.
- La santità, Edizioni Pro Sanctitate, Roma 1996.
- La speranza, Edizioni Pro Sanctitate, Roma 1988.
- La spiritualità del Movimento Pro Sanctitate, Edizioni Pro Sanctitate, Roma 2003 2.
- La teologia della croce, Edizioni Pro Sanctitate, Roma 1979.
- Le vie della rivoluzione, Roma 1972.
- Massimalismo evangelico, Roma 1978.
- Matrimonio o consacrazione?, Roma 1970.
- Movimento «Pro Sanctitate», a cura dei Gruppi «Pro Sanctitate», Roma 1960.
- Preghiere, Edizioni Pro Sanctitate, Roma 1993.
- Preti nuovi per uomini nuovi, Roma 1967.
- Programma di vita spirituale delle Oblate Apostoliche, Edizioni Pro Sanctitate, Roma 1997.
- Programma minimo di vita spirituale, Roma 1964.
- Sacerdote e santità. I sacerdoti Pro Sanctitate, Roma 1972.
- Santi ci si nasce o ci si diventa?, Roma 1957.
- Seminatrici di speranza. Le volontarie del Movimento Pro Sanctitate, Roma 1972.
- Suscipe hanc oblationem. Il dono di una giovinezza, Roma 1965.

## L'Oratorio di Sante Centurione
Il 1º giugno 2009 è stato eseguito a Chieti un oratorio sacro, per solisti, coro ed orchestra, dedicato alla figura di Guglielmo Giaquinta, dal titolo "Un sogno nel cuore: santi e fratelli nel mondo". I testi sono stati curati da Loredana Reitano e le musiche dal maestro Sante Centurione. L'evento è stato promosso dal movimento "Pro Sanctitate" di Pescara, che ha anche pubblicato un CD. Il 2014 è l'anno del centenario della nascita, numerose iniziative si susseguono in Italia e nel mondo. Per l'occasione, a Pescara, prende corpo e si realizza una docu-storia sulla vita e sul pensiero di Guglielmo Giaquinta dal titolo "La Rivoluzione dell'Amore" . Il 3 ottobre 2014 questa biografia costruita con fotografie e immagini dell'itinerario umano e pastorale di Guglielmo Giaquinta, arricchita dalle letture dei suoi testi, va in scena in un teatro gremito e diventa una biografia rivolta al futuro che chiama a costruire insieme un itinerario umano e cristiano per il mondo.

## Genealogia episcopale
La genealogia episcopale è:
- Cardinale Scipione Rebiba
- Cardinale Giulio Antonio Santori
- Cardinale Girolamo Bernerio, O.P.
- Arcivescovo Galeazzo Sanvitale
- Cardinale Ludovico Ludovisi
- Cardinale Luigi Caetani
- Cardinale Ulderico Carpegna
- Cardinale Paluzzo Paluzzi Altieri degli Albertoni
- Papa Benedetto XIII
- Papa Benedetto XIV
- Papa Clemente XIII
- Cardinale Bernardino Giraud
- Cardinale Alessandro Mattei
- Cardinale Pietro Francesco Galleffi
- Cardinale Filippo de Angelis
- Cardinale Amilcare Malagola
- Cardinale Giovanni Tacci Porcelli
- Papa Giovanni XXIII
- Cardinale Angelo Dell'Acqua, O.SS.C.A.
- Vescovo Guglielmo Giaquinta